# 桜井久美
桜井久美（さくらい くみ）は、日本の衣装作家。
ステージ衣装の専門会社「アトリエヒノデ」代表。人に夢を売る仕事としてパリ、ロンドン、日本等で舞台衣装を製作している。早稲田大学、文化女子大学、武蔵野美術大学、城西国際大学非常勤講師。

## 来歴
武蔵野美術大学卒業。渡仏してパリ・オペラ座の衣裳部へ入り、イギリスを中心に、オペラ、バレエなどロンドンの衣裳プロジェクトチームとして活躍。約3年間ヨーロッパ各地の劇場をまわる。
1985年に舞台衣装・ステージ衣装などのイベントコスチューム、テーマパーク衣装、オーダードレス、からかぶりもの、舞台小道具などのデザインと製作の専門会社、有限会社「アトリエ・HINODE」を設立。のちに株式会社へ改組。最近ではライフワークとして、舞台衣装を美術品として保存するアーカイブ組織づくりを目指している。

## 主な活動
芝居、ミュージカル、オペラ、歌舞伎、能、バレエ衣装など。
- スーパー歌舞伎（市川猿之助演出）
- 小林幸子紅白歌合戦衣裳、
- 長野オリンピックセレモニー衣裳、
- パリ・オペラ座『白鳥の湖』（パトリック・デュポン演出）、
- リヨン・オペラ座 『トゥランドット』（勅使河原宏演出）、
- ミュンヘン・オペラ座『ラ・バヤデルカ』（パトリス・バー振付）、『影のない女』（市川猿之助演出）、

## 展覧会
- 『桜井久美衣裳展-女と影-』2007年 早稲田大学演劇博物館
- 『華麗な革命－ロココと新古典の衣装展』
- 『パピエ・ア・ラ・モード展』

## 著書
- 『キッズの手作りコスチューム』 誠文堂新光社 2010年10月発行
- 『手作りバレエコスチューム』誠文堂新光社 2011年11月発行